# Hussein-McMahon-Korrespondenz

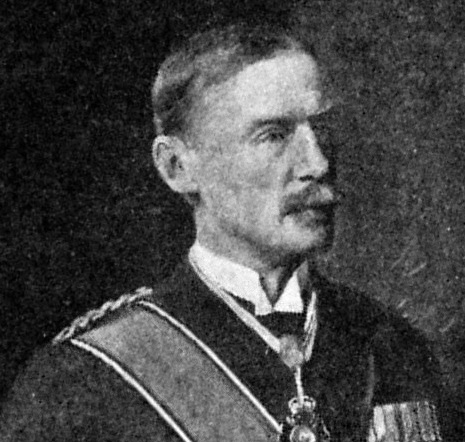
Henry McMahon

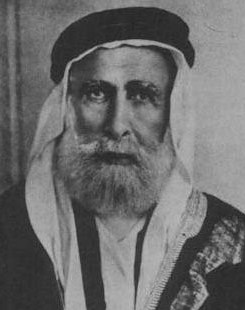
Hussein ibn Ali

Die Hussein-McMahon-Korrespondenz bezeichnet einen Briefwechsel zwischen dem Führer des Hedschas, Hussein ibn Ali, Scherif von Mekka, und Sir Henry McMahon, Britischer Hochkommissar von Ägypten in den Jahren 1915–1916. Gegenstand dieser Korrespondenz war die politische Zukunft der arabischen Länder des Nahen Ostens sowie das Bestreben Großbritanniens, einen Aufstand gegen die osmanische Herrschaft anzufachen.
McMahons Aussagen wurden von den Arabern als Zusage für eine arabische Unabhängigkeit gewertet, die durch die nachfolgende Teilung der Region in von Großbritannien und Frankreich kontrollierte Gebiete gemäß dem geheimen Sykes-Picot-Abkommen vom Mai 1916 gebrochen wurde. Eine besondere Kontroverse entstand um Palästina, das offizielle britische Stellen und auch McMahon selbst nach Bekanntwerden der Korrespondenz als von dem Versprechen ausgenommen bezeichneten. Großbritannien sicherte im November 1917 durch die Balfour-Deklaration zu, die Schaffung einer Heimstätte für Juden zu begünstigen. Auch im Zusammenhang mit dieser Erklärung wurde die Hussein-McMahon-Korrespondenz erneut diskutiert. Wachsende Kritik führte zu einer offiziellen Stellungnahme des damaligen Kolonialministers Winston Churchill im Jahr 1922, dem Churchill White Paper, in dem die Balfour-Deklaration sowie die Sichtweise McMahons bezüglich der Palästinafrage bekräftigt wurde.
Diskutiert wurden auch in der Folge sowohl die völkerrechtliche Verbindlichkeit des Briefwechsels als auch verschiedene darin getätigte Formulierungen, insbesondere eine Formulierung über von der Zusage ausgenommene Distrikte und die Frage der jeweiligen Definition und geographischen Ausbreitung dieser Distrikte. Die Diskussion um sehr spezifische Formulierungen wurde dadurch erschwert, dass die Briefe jeweils übersetzt wurden und nach der Einstufung der von McMahon geschriebenen Briefe als Geheimdokumente selbst dem offiziellen britischen Untersuchungsausschuss, der Jahrzehnte später (1939) eingesetzt wurde, nur die Rückübersetzungen der arabischen Übersetzung der McMahon-Briefe vorlagen. Der Ausschuss kam schließlich zu einer sehr allgemeinen, wenig aussagekräftigen Entscheidung. Man sei nicht in der Lage, die Hussein-McMahon-Korrespondenz und andere, ähnliche Korrespondenzen, etwa die sogenannte Hogarth message, eine Botschaft im Auftrag der damaligen britischen Regierung an Hussein, abschließend in Bezug auf spezifische Versprechungen zu beurteilen. Es sei lediglich grundsätzlich festzustellen, dass Großbritannien sich verpflichtet habe, die Zukunft Palästinas unter Berücksichtigung der Interessen der dort lebenden Menschen zu gestalten.